# Livre d'artiste
Cet article concerne le livre d'artiste. Pour le livre d'art, voir Livre d'art.
Pour les articles homonymes, voir Livre illustré.
Un livre d'artiste est une œuvre d'art prenant la forme ou adoptant l'esprit d'un livre. 

## Locution ambiguë
Cette locution demeure aujourd'hui quelque peu problématique et sa définition en français – nécessairement plurielle – passe par l'étude des différentes acceptions qui la sous-tendent, lesquelles ont évolué au fil du temps :
- La date de l'apparition de l'expression livre d'artiste pour la première fois en France n'est pas connue[1]. On sait que cette nomination a été utilisée par Noël Clément-Janin[2] en 1904 et désigne un livre « conçu et réalisé par un praticien de l'estampe, où l'artiste, se substituant à l'éditeur, construit tout le volume et ne se contente plus [seulement] de l'illustrer »[3]. En 1832, l'expression « livre d'artiste » figure dans le livre de H.-L. Pelletier, La Typographie, Poëme, dans un tout autre contexte, celui de l'imprimeur — ici, Firmin-Didot — qui se refuse à faire du livre de manœuvre, autrement dit, à la chaîne et peu soigné[4].
- Les collectionneurs anglo-saxons de « beaux livres » à partir de la fin du XIXe siècle[5] avaient, de leur côté, commencé à dénommer sous la locution livre d'artiste, empruntée directement à la langue française, tout livre réalisé avec la collaboration d'un ou de plusieurs peintres[6]. Le réemploi de la locution française par les critiques et collectionneurs anglo-saxons venait du fait qu'en France étaient apparus vers la fin du XIXe siècle des volumes conçus entre autres sous l'impulsion des marchands d'art comme Ambroise Vollard ou Daniel-Henry Kahnweiler. Convoquant par exemple Paul Gauguin, Toulouse-Lautrec ou Picasso, ces galeristes-éditeurs qualifiaient ces objets tour à tour de livre de peintre, livre d'artiste ou de livre illustré[7], cette dernière expression ayant eu tendance à s'imposer sur le marché français dans les années 1920-1950.
- D'un point de vue linguistique et comparatiste, les choses se complexifièrent puisqu'au début des années 1960 l'expression américaine artist's book commença à émerger à la suite de différentes créations qui prenaient apparemment la forme classique du livre (Ed Ruscha, Dieter Roth, etc.) mais révélaient en fait une approche conceptuelle radicalement différente. Cette expression commence à se vulgariser au début des années 1970, grâce aux travaux de certains critiques[8] : le livre est ici entendu comme une œuvre d'art à part entière, c'est-à-dire que l'artiste l'imagine, le conçoit et l'exécute pour ensuite le considérer et l'exposer à l'instar de ses autres productions.
- Conséquemment, en français, s'affrontent à partir du début des années 1980 trois occurrences : d'un côté, certains englobent sous livre d'artiste tout livre dès lors qu'un artiste reconnu s'y trouve impliqué, ce qui rend d'emblée désuètes les expressions livre de peintre et livre illustré ; pour d'autres, livre d'artiste est ce que l'avant-garde américaine conceptualisa à partir des années 1960[9]. Mais pour compliquer encore le débat, un troisième groupe considère que l'expression livre illustré ne doit s'appliquer qu'aux productions des années 1870-1970[10]. Les caractéristiques principales du livre d'artiste vues à travers la tradition française depuis 1870 ont été clairement exposées par Walter John Strachan en 1969[11].

Jamais closes, ces batailles de mots renvoient à l'évolution même des arts et, sur le plan formel, du livre. Cette évolution riche et complexe est bien entendue liée au marché de l'art, de la bibliophilie, à l'évolution des techniques d'impression, aux modes de production, aux différents points de vue privés ou institutionnels qui trouvent à s'exprimer, et surtout à ce que l'on entend par artiste et livre : l'éditeur, le poète, le graphiste ne sont-ils pas eux aussi reconnus comme des producteurs de formes ? Si l'on se place enfin du côté de l'objet « livre », doit-il systématiquement adopter la forme du cahier relié ? L'on voit bien ici que si l'on réduit le mot artiste à celui de peintre et le mot livre à l'objet contenant l’œuvre d'un écrivain, le champ du livre d'artiste s'en trouve soudain réduit.

## Sources du livre d'artiste
Les origines du livre d'artiste sont nécessairement liées à l'histoire de l'écriture, de la peinture, de l'impression (texte et image) et donc à l'évolution de l'« objet livre » en tant que tel. Le livre d'artiste emprunte différentes formes et présentations spatiales connues depuis l'Antiquité (volumen) et le Moyen Âge (codex). Certains manuscrits occidentaux, avec leurs miniatures — par le principe d'organisation des liens entre le texte et l'image —, peuvent être vus comme les précurseurs des livres d'artistes de l'époque moderne. 
En Europe, la tradition de l'impression, dès son invention par Johannes Gutenberg et jusqu'à nos jours, représente une autre source du livre d'artiste. Ainsi, un exemple (peut-être un des plus splendides) du livre qui combine les formes de présentations est La Prose du Transsibérien (1913) par Sonia Delaunay et Blaise Cendrars. C'est un ruban de deux mètres, composé de quatre feuillets collés et conçu comme un dépliant à la manière chinoise. Un autre point de repère historique était la création du livre Parallèlement de Pierre Bonnard et Paul Verlaine, édité chez Ambroise Vollard en 1900. Depuis cette époque le livre d'artiste est considéré comme genre d'arts graphiques et plastiques utilisant le support du livre.
D'un autre côté, l'évolution des statuts de l'artiste, de l'écrivain et de l'éditeur sont également à prendre en compte, à travers le concept d'« auctorialité » : le livre d'artiste est en définitive un dispositif qui se met en place progressivement tout au long du XIXe siècle. En voici les principales étapes :

## Cas William Blake

Songs of Innocence and of Experience de William Blake (1789-1794).

L'un des premiers livres entièrement imaginé, conçu et fabriqué en marge d'un système lié à l'époque au privilège d'édition qui réglementait et limitait l'imprimé, est le recueil de poèmes Songs of Innocence and of Experience que réalisa William Blake à quelques exemplaires, précédé en 1788 par All Religions are One, ouvrages conçus avec l'aide de son épouse Catherine. Avec cette série de livres enluminés (neuf recueils principaux), Blake se montre un créateur pluridisciplinaire : poète et peintre, graveur, imprimeur et éditeur. Il met en page ses textes et ses gravures selon une technique qui lui est propre, proche de l'eau-forte, organisant sur une même plaque de cuivre les rapports entre texte et images qu'il travaillait d'abord à l'acide, puis, une fois imprimée, la feuille était retouchée à l'aquarelle, ce qui rendait en définitive chaque exemplaire unique. L'on s'inscrit là dans la longue tradition qui remonte aux livres enluminés du Moyen Âge comme Les Très Riches Heures du duc de Berry, sauf que Blake monte ici une petite unité de production mécanique parfaitement autonome, n’obéissant pas à un travail de commande.

## Bibliophilie moderne

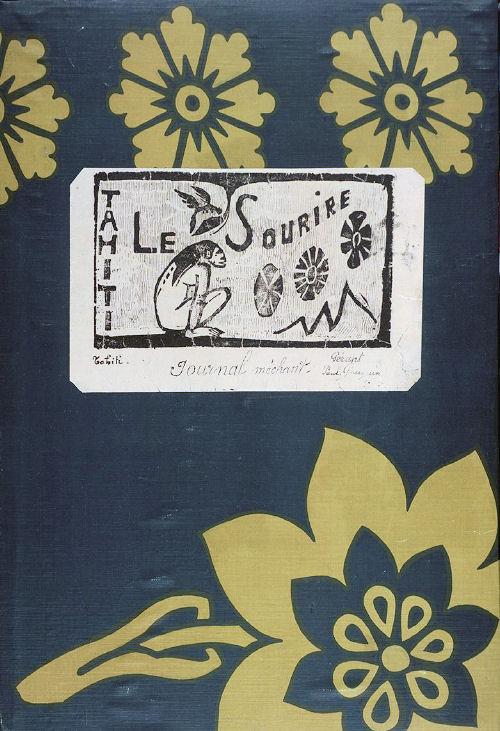
Le Sourire (1899), revue conçue par Paul Gauguin : ici, le recueil confectionné pour Daniel de Monfreid (1901).

Selon Yann Sordet, la passion des collectionneurs de livres s'exacerbe à mesure que ceux-ci s'en trouvent illustrés. Ce mouvement prend naissance vers la fin du XVIIIe siècle, du moins en France. Citons cette édition des Contes et nouvelles en vers de La Fontaine illustré par Fragonard (1762) ou plus tard, celle des Caprices de Goya (v. 1799), ou ce Faust de Goethe illustré par Eugène Delacroix (1828), ouvrages rarissimes (précurseurs du livre d'artiste) que le collectionneur Henri Beraldi considérait comme les premiers joyaux du livre illustré moderne.
Au milieu du XIXe siècle, surgit l'idée d'associer un artiste-graveur et un poète, dans l'esprit d'une bibliophilie moins luxueuse (ou « bourgeoise »), plus accessible donc. On doit à des éditeurs comme Alphonse Lemerre (associé à Philippe Burty), Richard Lesclide ou Auguste Poulet-Malassis ces premières tentatives, du moins en France. L’appellation « livre de peintres » est alors utilisée pour qualifier ces productions.
Vers 1875, parallèlement aux expériences britanniques du mouvements Arts & Crafts qui prônent le développement de petites unités de productions autonomes (les guilds), émergea en France une nouvelle école de la bibliophilie qui repensa le livre à l'aune d'une collaboration plus étroite avec les peintres. Ces livres, dont la réalisation butta longtemps sur des problèmes techniques d'ordre reprographique, furent vendus par souscription et certaines expériences échouèrent d'un point de vue commercial. Mais ils mettaient toujours en jeu un éditeur, un écrivain - ou un texte - et un artiste pour le mettre en image. Par exemple, Le voyage d'Urien (1893) est souvent considéré comme l'un des premiers ouvrages de la collaboration entre l'auteur et l'artiste (André Gide et Maurice Denis). Rares sont alors les artistes qui se lancent seuls dans une opération d'édition pleine et entière : citons par exemple Paul Gauguin qui, à partir de bois gravés, fabriqua lui-même à quelques exemplaires, recueil et revue. C'est dans les années 1960 que quelques artistes ont hérité cette manière de travail avec le livre, parmi eux : Bertrand Dorny, Alain de La Bourdonnaye (en France), mais aussi Dietrich Lusici (en Allemagne).
Les années 1900-1930 désignent l'époque importante pour le livre d'artiste. Ainsi, Walter-John Strachan cite les noms des artistes, ceux qui sont les pionniers de ce genre lors de cette période: Pablo Picasso, Georges Braque, Juan Gris, Pierre Bonnard, Auguste Rodin, Maurice Denis, Émile Bernard, Pierre Laprade, Raoul Dufy, Aristide Maillol, Georges Rouault, André Derain, Marc Chagall, André Dunoyer de Segonzac, Odilon Redon...

## Avant-gardes et livre
Dans les dernières années de la Belle Époque, quelques artistes choisirent de repenser le support « livre ». Citons Marinetti dont les écrits théoriques aboutiront au début des années 1930 à la conception de livres futuristes, imaginés et conçus par des artistes italiens qui convoquèrent des matériaux inhabituels ; citons également les expériences constructivistes avec notamment Rodtchenko, Olga Rozanova ou Alexeï Remizov. Par exemple, Ilia Zdanevitch (Iliazd), rentrant à Paris en 1921, commence à produire les livres avec le zaoum typographique. Ces expériences contribuèrent à révolutionner les arts graphiques, à repenser la typographie, la reliure, les formats et les agencements texte-image et au fond à bousculer les standards de présentation de l'objet livre.
Toute autre fut la démarche de Marcel Duchamp : bien avant d'être rattaché au dadaïsme via Man Ray et Francis Picabia, il imagina dès 1913 de rassembler des reproductions de ses écrits et de ses dessins dans une boite, ce qu'il fit en 1914. Ce geste, fondateur, donna naissance plus tard au concept de boîte surréaliste, qu'un mouvement comme Fluxus systématisa à la fin des années 1950.
Enfin, au cours des années 1930-1950, les limites entre éditeur, artiste et écrivain deviennent plus floues encore avec les expériences d'un Georges Hugnet ou d'un Pierre-André Benoit : ici l'éditeur est vu comme un artiste, l'artiste choisit d'être éditeur, et plus encore. Qui, de l'auteur, de l'artiste, de l'éditeur détient la part décisive qui donne sa singularité à l'objet ? Il n'existe pas de réponse univoque à cette question, qui reste ouverte.

## Œuvre d'art multiple
Les avant-gardes qui émergent après 1945 aux États-Unis, en Europe, au Brésil ou au Japon, eurent une influence déterminante sur l'approche conceptuelle du livre. D'un point de vue théorique, un écrit aussi important que L'Œuvre d'art à l'époque de sa reproductibilité technique de Walter Benjamin ne fut diffusé qu'au milieu des années 1950. Mais l'idée que l'on puisse fabriquer de l'art en série, que l'unicité ne conditionne pas le statut d'une œuvre, et qu'enfin l'on puisse attribuer à un objet fabriqué à plusieurs exemplaires une dimension esthétique remarquable, était déjà en germe chez bon nombre d'artistes bien avant la guerre : le dadaïsme et le surréalisme ne furent pas des moindres à bousculer le rapport entre livre et artiste, notamment en s'emparant du livre et en produisant une grande quantité d'ouvrages. Enfin, l'invention du ready-made contribua grandement à désacraliser le statut de d’œuvre d'art : Duchamp s'était, dès les années 1930, engagé à produire des "copies certifiées" de ses readymades, en détournant les processus de fabrication des objets dits manufacturés.
Après guerre, le support livre intéressa particulièrement les fondateurs du mouvement nord-européen Cobra, par exemple, et le peintre Alechinsky reste l'un des artistes les plus prolifiques en termes de livres. L'un de ses membres, Asger Jorn, rejoignant l'Internationale situationniste, réalisa en 1959 avec Guy Debord un ouvrage intitulé Mémoires, en forme de détournement du concept de livre de peintre, avec une couverture en papier de verre. Entretemps, le mouvement lettriste fut particulièrement centré sur le livre en tant que champ expérimental. L'artiste belge Marcel Broodthaers et ses objets trouvés, le brésilien Augusto de Campos et ses poèmes concrets, le performeur japonais Jirō Yoshihara du mouvement Gutai et ses calligraphies minimalistes sur supports multiples, contribuèrent à repenser le médium livre et ses rapports avec le geste artistique. Théorisé par l'architecte formé au Bauhaus, le suisse Max Bill, l'art concret eut une influence déterminante sur un artiste comme Dieter Roth : celui-ci rencontra Daniel Spoerri en 1954 puis se mit à fabriquer des livres dès 1957 en Islande, non pas uniques, mais à plusieurs exemplaires, en créant sa propre maison d'édition : Forlag ed. En 1959, Spoerri créa lui aussi une maison d'édition, Éditions MAT, produisant ce qu'il appelait des multiples, invitant par ailleurs son ami Roth dans le cadre de cette structure.
Très lié à Duchamp, John Cage ouvrit de 1957 à 1959 à la New School de New York, une série de séminaires d'où émergèrent la plupart des artistes du mouvement Fluxus. Dès 1958, George Brecht produit des boites, détournements parfois comiques des jeux d'esprit ou des "casse-têtes", accompagnés de petits textes imprimés sur des fiches cartonnées et d'objets courants (pièce de monnaie, coquillage, perles, etc.). George Maciunas, Joseph Beuys, Yoko Ono, Emmett Williams, Nam June Paik, Ben, Ken Friedman et d'autres produisirent également ce type d'objets, en conjonction avec les tenants du Nouveau réalisme.

## Années 1960
Les années 1960 sont marquées par une production d'un grand nombre de livres signés par des artistes de l'époque, parmi lesquels La Liberté des mers (Paris, Adrien Maeght, 1960, lithographies par Georges Braque, poèmes de Pierre Reverdy), Poèmes et bois (Paris, Degré quarante et un, 1961, poèmes et gravures de Raoul Hausmann, typographie par Iliazd), Thésée d'Abram Krol (Paris, Krol, 1963, bois gravés et impression par Abram Krol, avec le texte d'André Gide), Un soupçon (Paris, Degré quarante et un, 1965, gravures par de Michel Guino, poèmes de Paul Éluard), Meccano (Milan, Tosi & Bellasich, 1966, gravures d'Enrico Baj, texte de Raymond Queneau), Cerceaux sorcellent (Bâle, Beyeler & Paris, Bucher, 1967, lithographies de Jean Dubuffet, texte de Max Loreau), L'Inhabité (Paris, Hugues, 1967, gravures sur cuivre d'Alberto Giacometti, poèmes d'André du Bouchet), ou encore Le Chien de cœur (Paris, G.L.M., 1969, lithographie de Joan Miró, poèmes de René Char)... Ces livres se caractérisent par un travail plastique considérable des artistes, une réalisation prenant plusieurs années, car les préparations avaient nécessité de nombreuses études et dessins, et parce qu'il avait fallu faire différents états de gravures. Les tirages ont été limités à cause de la production artistique, dont la qualité a été rassurée par l'apport des typographes et des éditeurs-novateurs comme Guy Lévis Mano, Iliazd ou Adrien Maeght…
Parallèlement, les artistes comme notamment Art & Language (avec : Art-Language The Journal of conceptual art), Edward Ruscha, Jan Dibbets, Christian Boltanski, ou Marcel Broodthaers, essaient d'utiliser le livre pour présenter le textuel et le visuel d'une façon expérimentale. Or, la réalisation de ces livres entrait en contradiction avec le livre d'artiste tel qu'on l'entendait depuis le début du XXe siècle : édités à un grand nombre d'exemplaires sur des supports ordinaires, ces livres brisaient les conventions liées aux pratiques bibliophiliques et au marché de l'estampe. Non numéroté et non signé, ils sont à inscrire en quelque sorte dans la lignée du Pop art qui détournait les dispositifs de production industrielle en les court-circuitant par ses propres productions effectuées à très grand nombre.
Il importe de revenir sur le premier « livre » produit par Ed Ruscha. « En 1963, paraît un petit livre étrange, indéfinissable malgré son aspect familier, intitulé Twentysix Gasoline Stations. Il rassemble vingt-six reproductions photographiques en noir et blanc de stations-service de l'Ouest des États-Unis, avec pour seul texte de brèves légendes. Signé du peintre californien Edward Ruscha et édité par lui, il est exemplaire d'un nouveau genre dans les arts plastiques, le livre d'artiste. En rupture avec la tradition bibliophilique du « livre illustré » ou du « livre de peintre », faits à la main et dans lesquels un artiste associe ses gravures au texte d'un écrivain, le livre d'artiste a pour seul auteur un artiste, qui choisit de faire œuvre sous la forme du livre moderne. Le livre d'artiste se présente donc comme un livre d'apparence ordinaire, de format modeste, imprimé à l'aide de techniques contemporaines telles que l'offset, en édition la plupart du temps non limitée. » remarque Anne Moeglin-Delcroix. Ce qui importe ici n'est donc pas la qualité de l'impression, du papier, de la technique de gravure, mais bien l'intervention directe de l'artiste dans la conception du livre. Ces livres « à l'américaine », classés parfois péjorativement en tant que « livres de photos », furent parfois considérés comme un petit épisode dans l'histoire du livre d'artiste.
Depuis les années 1960, ces livres ne sont plus que des « livres de photos » et peuvent prendre d'autres formes que la photographie. Encore une fois, Edward Ruscha fut à l'initiative d'autres types de livres d'artistes « à l'américaine » même bien après les années 1960, comme They Called Her Styrene, Etc. publié en 2000 avec les éditions Phaidon. Cet ouvrage est un petit objet pouvant tenir dans n’importe quelle bibliothèque, avec un format de 12,3 x 18,5 centimètres et contenant un peu plus de 550 illustrations qui sont des œuvres sur les mots d’Edward Ruscha. Le livre n’a pas d’intrigue particulière mais caractérise plutôt la portée artistique et l’identité de l’artiste, les mots se suivant les uns après les autres. Ici aucune photo, aucun tableau légendé, mais seulement une accumulation de dessins et de tableaux représentant des mots, sans aucun texte d'explication.

## Artist's book: un concept assimilé
L’artist's book est devenu depuis les années 1970 un genre et un mode d'expression et pas seulement américain : chaque année émergent de nombreux titres, publiés soit par le biais de maisons d'éditions spécialisées, de centres d'art ou d'institutions, soit par directement les artistes eux-mêmes pour leur propre compte. S'il est difficile de cerner l'état de la production artistique actuelle, elle est néanmoins extrêmement vivante, favorisée bien entendu par les nouvelles techniques d'impression numérique et l'autoédition. De nombreuses manifestations et expositions témoignent de cette production. Le salon de la FIAC aura même ouvert une section à ce type de production au début des années 2000. Il existe par ailleurs des rééditions (reprint) de productions célèbres, comme celles de Richard Long, Lawrence Weiner, Herman de Vries, Peter Downsbrough, Germano Celant, etc. 
La production d'Helmut Newton, SUMO, publié une première fois en 1999 par l'artiste et sa femme June Newton, fut révisé puis réédité par cette dernière et les éditions TASCHEN en février 2018. Ce livre est un record sous plusieurs points de vue : il pèse 35,4 kilos, possède un support unique conçu par le designer Philippe Starck et est vendu 15 000€ l'ouvrage. Pourtant édité en 10 000 exemplaires, l’ouvrage se retrouva très vite épuisé après sa sortie, ce qui eut l’effet de multiplier immédiatement sa valeur. Les exemplaires de SUMO se trouvent désormais dans de grandes collections de livres d’art ou de livres d’artistes dans le monde. Le « mythique exemplaire no 1 », signé par plus d’une centaine de célébrités représentées dans le livre, a été vendu aux enchères à Berlin en 2000 et a atteint le prix de 317 000€, ce qui lui a valu de battre le record du livre le plus cher publié au XXe siècle. À la suite de ce succès, les éditions TASCHEN et June Newton reviennent avec un exemplaire plus accessible dans son format et son prix, notamment pour toucher un plus large public. Même si le prix de 100€ reste un coût assez élevé pour un lecteur grand public, le livre a désormais un format de 26,7 x 37,4 centimètres et est toujours fourni avec un support pour faciliter la manipulation de l’ouvrage.

## Livre d'artiste en Europe

### En France
Très ancrées dans une tradition moderniste née au tournant des années 1900, l’« édition de création » a trouvé un nouveau souffle dans les années 1980, parfois soutenue par des artistes, des poètes, des chercheurs et des institutions. Ce sont d'abord les poètes qui trouvent dans le livre d'artiste un espace à partager avec les plasticiens, créant de fait un lieu de rencontre privilégié : « Pour collaborer, peintres et poètes se veulent libres. La dépendance abaisse, empêche de comprendre, d’aimer », écrit Paul Éluard. Ainsi, des auteurs comme Michel Butor, Andrée Chédid, Jacques Kober, Michel Déon, René Pons ou Bernard Noël (qui a lui-même réalisé des illustrations), pour ne citer que quelques-uns, ont collaboré avec des peintres ou des graveurs à la réalisation d'un grand nombre de livres d'artiste. C'est à cette époque ainsi qu'ont été fondées les maisons d'éditions gérées par les artistes eux-mêmes, par exemple : Onciale Sergent Fulbert de Jean-Jacques Sergent, Parole gravée d'Alain Bar, Atelier Tanguy Garric, Imprimerie d'Alsace-Lozière de Bernard Gabriel Lafabrie…
Au début du XXIe siècle, les recherches de certains artistes - comme les recherches qui s'appuient sur le travail expérimental mené par le groupe artistique Sphinx Blanc au sein du Laboratoire du livre d'artiste -, montrent un renouvellement de l’approche critique et des outils de création et d’analyse du livre d’artiste. Par ailleurs, la révolution numérique a bien entendu bousculé la notion de bibliophilie et sur le marché de l'art. L'artiste non seulement conçoit le livre et l'écrit (et plus seulement en mot) mais le produit et le diffuse via Internet, en plus d'un circuit de librairie ou lieux spécialisés. Les notions anglosaxonnes de free press, de small press rejoignent en France celle de l'édition indépendante, lesquelles assurent au livre d'artiste un territoire des possibles. En résumé, le livre d'artiste demeure un espace de liberté pour les créateurs quels qu'ils soient.

#### Institutions publiques en France
Non exclusives à la France (cf. le rôle pionnier de l'ICA à Londres), les aides publiques permettent de valoriser le livre d'artiste de constituer des collections consultables, de financer des recherches voire des créations et des manifestations. Ces pôles constituent des réserves riches en livres d'artiste et pas seulement français. Donnons comme exemple :
- les bibliothèques publiques, une cinquantaine en France, qui possèdent un fonds de livres d'artistes. Le plus ancien est la Réserve des Livres rares et précieux ouvert à la Bibliothèque nationale de France [39]. La bibliothèque municipale de Nice (BMVR) en possède un important, conservé à la bibliothèque patrimoniale Romain Gary.
- les bibliothèques départementales
- les bibliothèques universitaires, telle que la bibliothèque de l'Université de Saint-Etienne qui possède un fonds de livres d'artistes original qui a donné lieu à un catalogue en 2024[40]
- les Frac, présents dans chaque région, ont aussi constitué des collections qui remontent parfois aux années 1960. De nombreuses expositions sont régulièrement montées dans ces différents espaces.
- les Centres régionaux du Livre
- les Centres d'art contemporain : 
  - le CNEAI[41], basé à Chatou, qui organise le salon Light au Palais de Tokyo
  - le Carré d'art de Nîmes
  - le Centre des livres d'artistes (cdla), basé à Saint-Yrieix-la-Perche[42]
  - le Cabinet du livre d'artiste[43], à Rennes, installé sur le campus Villejean de l'Université Rennes-II
- les musées :
  - La bibliothèque Kandinsky au Centre Pompidou à Paris[44]
  - Musée Pierre-André-Benoit à Alès

#### Fonds privés & associations en France
Des ateliers et centres d'arts contemporains associatifs, appuyés plus ou moins sur des institutions locales, ouvrent des lieux spécialement dédiés au livre d'artiste et s'occupent également d'organiser des événements récurrents :
- le Quai de la Batterie[45] à Arras
- Fonds de l'association Artlibris, localisation : Médiathèque Jacques Prévert de Dives-sur-Mer[46].
- Livre d'artiste & art contemporain (LAAC)[47] à Granville
- L'autre Livre[48], salon des éditeurs indépendants (Paris)
- le Marché de la Poésie, place Saint-Sulpice (Paris)
- PAGE(s), salon situé à Paris[49]
- Atelier Vis-à-Vis (Marseille) et Book Project International/Rencontres de l’Édition de Création se tient chaque année à Marseille depuis 2000 dans le but notamment de constituer le Fonds international du livre d'artiste (FILAC)[50]

### En Belgique
L'art et le livre nourrissent depuis près de deux siècles en Belgique une importante production. Deux institutions sont particulièrement ouvertes aux livres d'artiste : le musée royal de Mariemont et la bibliothèque royale de Belgique.
A Bruxelles, la Collection de livres d'artistes (CLA) contient plus de 2 500 livres d'artiste empruntables au sein d'une bibliothèque publique de Watermael-Boitsfort. Près de Bruxelles se trouve aussi une bibliothèque du musée de la Reliure et des Arts du livre, Wittockiana, possédant une collection prestigieuse des livres d'artiste et de la reliure.

### Tendances européennes du début duXXIesiècle
Le livre d’artiste tend à s'affirmer comme un médium d'expression multidisciplinaire à part entière. Nombre de techniques plastiques sont employées dans le livre d’artiste (arts graphiques, peinture, photographie, sculpture, collage, etc.). Toutes les formes et plusieurs domaines d’écriture s'y expriment (image, poème, notes, textes scientifiques, etc.). On voit ainsi émerger des poètes-artistes qui conçoivent le livre comme le lieu d'un art total où la liberté de la forme rejoint celle de l'expression.
Le livre d’artiste est un document « génétique » qui correspond à ce travail. L’intérêt de suivre la voie génétique[pas clair] de création des livres d’artiste se dessine dans les champs suivants : 
- le « livre unique » (tiré à un nombre réduit d'exemplaires, voire un seul) est autographe ; c’est l’œuvre finale qui comporte en soi toutes les étapes de travail (comme le tableau ou la sculpture) ;
- le « livre de dialogue » fait en collaboration entre un poète et un peintre ouvre plusieurs voies génétiques (par exemple, la genèse du texte poétique et la genèse de l’œuvre graphique) ;

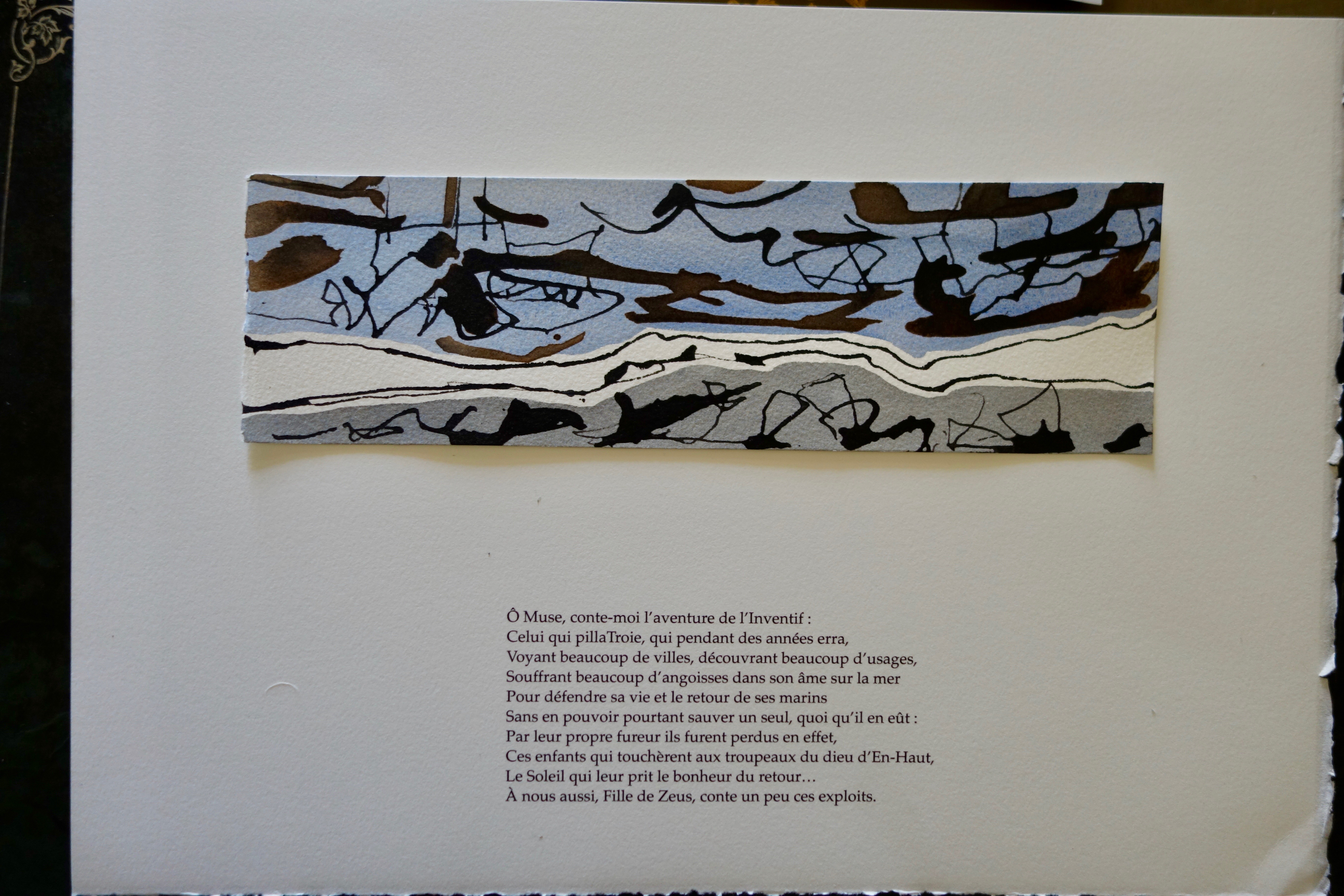
Incipit de lOdyssée (trad. Ph. Jaccottet) illustré par un artiste contemporain

- Incipit de l'Odyssée (trad. Ph. Jaccottet) illustré par un artiste contemporainle tirage, dont chaque exemplaire, portant les éléments particuliers, joue son rôle spécifique pour composer l’œuvre en général.

## Quelques locutions employées
- « Livre enluminé » : codex illustré au Moyen Âge (avant Gutenberg).
- « Livre peint » : c'est un livre unique. Il prend source du manuscrit ou du carnet de peintre.
- « Livre illustré » ou « livre illustré par des peintres » : expression héritée du XIXe siècle et du début du XXe siècle.
- « Livre-objet » : composition spatiale utilisant le support du livre, livre-sculpture, livre-tableau, livre-installation.
- « Livre monstre » : livre d'exception (format géant, très grand nombre de pages, etc.).
- « Livre d'auteur » : livre dont l’écrivain est aussi à l'origine de la conception formelle.
- « Livre imprimé » : livres d'estampes, livres d'artiste-typographe, livre de bibliophilie contemporaine, etc.
- « Livre d'artiste » : livre d'un (de plusieurs) artiste plasticien.
- « Livre pauvre » : livre produit avec peu de moyens.

#### Généralités
- 1969 : (en) Walter John Strachan, The Artist and the Book in France / The 20th Century Livre d’artiste, Londres, Peter Owen Ltd, 368 p.  (ISBN 978-0720600025)
- 1974 : (en) René Block (dir.), Multiples. An Attempt to present the development of the Object Edition, Berlin, Neuen Berliner Kunstvereins, 230 p. - (OCLC 62565950)
- 1979 : (en) Karen O'Rourke, « The Artist's Book and Photography: The Example of Michael Snow's Cover to Cover», in Revue française d'études américaines, no 8, octobre
- 1979 : Ségolène Samson-Le Men, « Quant au livre illustré », in La Revue de l’art, no 44, p. 85–106
- 1981 : (en) Tim Guest, Germano Celant, Books by artists, Art Metropole  (ISBN 0920956106)
- 1982 : (en) Eleanor Garvey (éd.), Philip Hofer (préf.), The Artist and the Book, 1860-1960, in Western Europe and the United States, Boston, Museum of Fine Arts/Harvard College Library, rééd. Boston, Hacker Art Books  (ISBN 978-0878172771)
- 1984 : 
  - Michel Melot, L’Illustration : histoire d’un art, Genève, Skira  (ISBN 978-2605000333)
  - (en) John N. C. Lewis, The Twentieth Century Book: It's Illustration and Design, Londres, Reinhold  (ISBN 978-1299771338)
- 1987 : François Chapon, Le Peintre et le Livre, l’âge d’or du livre illustré en France 1870-1970, Paris, Flammarion  (ISBN 978-2080120823)
- 1991 : Guy Bleus, Art is Books - Livres d'artistes / Artists' books / Künstlerbücher, Hasselt, Provinciale Centrale Openbare Bibliotheek.
- 1995 : (en) Johanna Drucker, The Century of Artists' Books, Granary Books  (ISBN 1887123016)
- 1997 : Anne Mœglin-Delcroix, Livres d'artistes : l'invention d'un genre, 1960-1980, Paris, Éd. BnF, 1997, 48 p., ill. , publié à l’occasion de l’exposition du même titre, organisée par la Bibliothèque nationale de France sur le site Richelieu du 25 mai au 12 novembre 1997.
- 2001 : 
  - Anne-Marie Christin, "Poésie visuelle et livres de peintres", in Histoire de l'écriture. De l'idéogramme au multimédia, Paris, Flammarion (réédition 2012)  (ISBN 978-2081237988)
  - (en) Jean Khalfa (ed.), Dialogue between Painting and Poetry: livres d’artistes 1874–1999, Cambridge, Black Apollo Press  (ISBN 978-1900355254)
- 2008 : Ulises B. Carrión, Quant aux livres, trad. française de Thierry Dubois ; textes rassemblés par Juan J. Agius, introductions d'Anne Moeglin-Delcroix et de Clive Phillpot, édition bilingue, Genève, Héros-Limite, 210 p.  (ISBN 978-2970030010)
- 2010 : 
  - Serge Chamchinov, « Le livre d’artiste : phénomène d’expérience plastique, poétique et typographique », in Esthétique du livre (collectif), Presses universitaires de Paris Est, Nanterre  (ISBN 978-2840160526)
  - Le Livre libre. Essai sur le livre d'artiste, coll. « Les cahiers dessinés », Buchet-Chastel, Paris, 396 p.  (ISBN 978-2283024058)
- 2012 :
  - Pascal Fulacher, Six siècles de l’art du livre / De l’incunable au livre d’artiste, Paris, Citadelle & Mazenot/Musée des lettres et manuscrits  (ISBN 978-2850885433)
- 2013 :
  - (de) Viola Hildebrand-Schat & Stefan Soltek : Die Kunst schlägt zu Buche, coll. « Die Neue Sachlichkeit», Lindlar, ed. Klingspor Museum Offenbach, 2013  (ISBN 978-3942139328)
  - Serge Chamchinov : La Typographie analytique ou Les temps du livre d'artiste, coll. Symposium, Paris, éd. Quartier de l'Horloge, 2013 -  (EAN 9791091274265)[53]

#### Catalogues
- 1972 : Étienne Dennery (préf.), Le Livre, Paris, Bibliothèque nationale, no 16, p. 202-223
- 1987 : (en) Walter John Strachan, "The Livre d’artiste 1967–1980", in Le Livre d’artiste: A Catalogue of the W. J. Strachan Gift to the Taylor Institution, Oxford, Ashmolean Museum/Taylor Institution, p. 31–61  (ISBN 978-0907849544)
- 1991 : Les Alliés substantiels ou le livre d'artiste au présent, Biennale du Livre d'artiste, Actes du colloque, Uzerche, Pays-Paysage  (ISBN 978-2-950524744)
- 1992 : (en) Honda Keiko, The Artists and the Picture Book: the Twenties and the Thirties, Tokyo, JBBY, 92 p. [livres pour la jeunesse, Japon 1920-30]
- 2010 : Juste des livres, Bibliophilie & livres d'artistes des éditions Dumerchez[54], éditions Bernard Dumerchez  (ISBN 978-2-84791-089-6)
- 2014 : Laboratoire du livre d'artiste. Format carré, catalogue raisonné, (années 2008-2014), éditions LAAC, Granville  (ISBN 979-10-91274-36-4)[55].
- 2016 : (en) Paul van Capelleveen, Artists & Others the imaginative French book, 2000-2015 from the Koopman Collection, Vantilt Publishers,  (ISBN 9789460042683)
- 2017 : (de) Annette Ludwig, Absolument moderne (Le XXIe siècle sur le Bateau ivre) (Neue Künstlerbücher, grafiken und übersetzungen zum Trunkenen Schiff von Arthur Rimbaud), Gutenberg-Museum, Mainz. Bilingue  (ISBN 978-3-9810523-8-1)